# Gildo De Stefano
Ermenegildo De Stefano, detto Gildo (Napoli, 18 settembre 1953), è un sociologo, giornalista e critico musicale italiano.

## Biografia

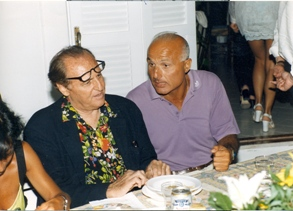
Renzo Arbore e Gildo De Stefano nel 2011

È giornalista musicale, sociologo, critico del quotidiano Roma nonché collaboratore di diversi periodici tra cui la rivista Classic Jazz. Laureato in sociologia della comunicazione, collabora con la Rai dagli inizi degli anni ottanta conducendo trasmissioni sulla musica jazz e pubblicando saggi sulla Nuova Rivista Musicale Italiana, edita dalla stessa Rai.
Negli anni novanta vince un Premio Nazionale di Giornalismo indetto dal Ministero dei lavori pubblici ed entra nella rosa dei finalisti del Premio Italo Calvino per gli scritti inediti. La sua raccolta di racconti, È troppo tardi per scappare, è presente nella Biblioteca Digitale sulla Camorra e Cultura della Legalità, a cura del Dipartimento Scienze Umanistiche dell'Università Federico II per il quale nel 2018 gli hanno conferito il Premio Giornalistico Internazionale Campania Felix nonché per la sua attività di giornalista per la legalità.
Ha ricevuto la Menzione Speciale al Premio Giancarlo Siani 2014 per il romanzo Caro Giancarlo - Epistolario per un amico ammazzato, sulla figura del giovane giornalista napoletano ucciso dalla Camorra nel 1985 e ha partecipato al documentario su quest'ultimo mandato in onda nel 2015 da Rai Storia, dal titolo L'estate sta finendo, a 30 anni dalla morte.
È membro dell'Unione Nazionale Scrittori e Artisti e collabora con l'Enciclopedia Treccani per le voci afroamericane e a diversi periodici internazionali, tra i quali la canadese CODA. È direttore artistico del Festival Italiano di Ragtime.

## Opere

### Saggistica
- Il canto nero, Milano, Gammalibri, 1982.
- Storia del Ragtime. Origini, evoluzione, tecnica: 1880-1980, Ezio Zefferi (prefazione), Venezia, Marsilio Editori, 1984, ISBN 88-317-4984-6.
- Trecento anni di Jazz: 1619-1919. Le origini della musica afroamericana tra sociologia ed antropologia, Milano, SugarCo, 1986, ISBN 0195029089.
- Jazz moderno: 1940-1960. Cronaca di un ventennio creativo, Milano, Kaos Edizioni, 1990.
- Frank Sinatra', Guido Gerosa (prefazione), Venezia, Marsilio Editori, 1991, ISBN 88-317-5510-2.
- Vinicio Capossela, Milano, Lombardi Editore, 1993, ISBN 88-7799-028-7.
- Francesco Guccini, Milano, Lombardi Editore, 1993, ISBN 88-7799-022-8.
- Louis Armstrong. Mister Jazz, Renzo Arbore (prefazione), Napoli, Edizioni Scientifiche Italiane, 1997, ISBN 88-8114-512-X.
- Vesuwiev Jazz. Tracce di jazz in Campania, Renzo Arbore (prefazione), Napoli, Edizioni Scientifiche Italiane, 1999, ISBN 88-8114-838-2.
- Il popolo del Samba. La vicenda e i protagonisti della musica popolare brasiliana, Chico Buarque (prefazione), Gianni Minà (introduzione), Roma, RAI-ERI, 2005, ISBN 8839713484.
- Ragtime, Jazz & dintorni, Amiri Baraka (prefazione), Renzo Arbore (postfazione), Milano, Sugarco Edizioni, 2007, ISBN 887198532X.
- The Voice. Vita e italianità di Frank Sinatra, Renzo Arbore (prefazione), Roma, Coniglio Editore, 2011, ISBN 88-317-5510-2.
- Una storia sociale del jazz. Dai canti della schiavitù al jazz liquido, Zygmunt Bauman (prefazione), Milano, Mimesis Edizioni, 2014, ISBN 9788857520018.
- Saudade Bossa Nova. Musiche, contaminazioni e ritmi del Brasile, Chico Buarque (prefazione), Gianni Minà (introduzione), Firenze, LoGisma Editore, 2017, ISBN 978-88-97530-88-6.
- Frank Sinatra, l’italoamericano, Renzo Arbore (prefazione), Firenze, LoGisma Editore, 2021, ISBN 978-88-94926-42-2.
- Il Ragtime. Storia di quel ritmo sincopato antenato del jazz, Amiri Baraka e Renzo Arbore (prefazione), Firenze, Logisma Editore, 2024, ISBN 978-88-94926-811.

### Narrativa
- Easy Street Story, Napoli, L'Isola dei Ragazzi, 2007, ISBN 8887292965.
- È troppo tardi per scappare, Napoli, Ilmondodisuk Editore, 2013, ISBN 978-88-96158-05-0.
- Caro Giancarlo. Epistolario mensile per un amico ammazzato, Terracina, Innuendo Editore, 2014, ISBN 978-88-909076-8-5.
- Racconti partenopei. Minimalismo esistenziale all'ombra del Vesuvio, Napoli, Amazon.it, 2015.
- Ballata breve di un gatto da strada. La vita e la morte di Malcolm X, Claudio Gorlier (prefazione), Walter Mauro (postfazione), Roberto Giammanco (supervisione), Brescia, NUA Edizioni, 2021, ISBN 978-88-31399-49-4.
- Caro Giancarlo. Lettere a un amico, Napoli, IOD Edizioni, 2023, ISBN 9791280118387.
- Diario di un suonatore guercio, Aversa, inFuga Edizioni, 2023, ISBN 9791280624352.

## Riconoscimenti (elenco parziale)
- Premio Giancarlo Siani
  - 2014 - Menzione speciale per Caro Giancarlo - Epistolario per un amico ammazzato
- Premio Giornalistico Internazionale Campania Felix
- Premio Italo Calvino
- Premio Nazionale di Giornalismo

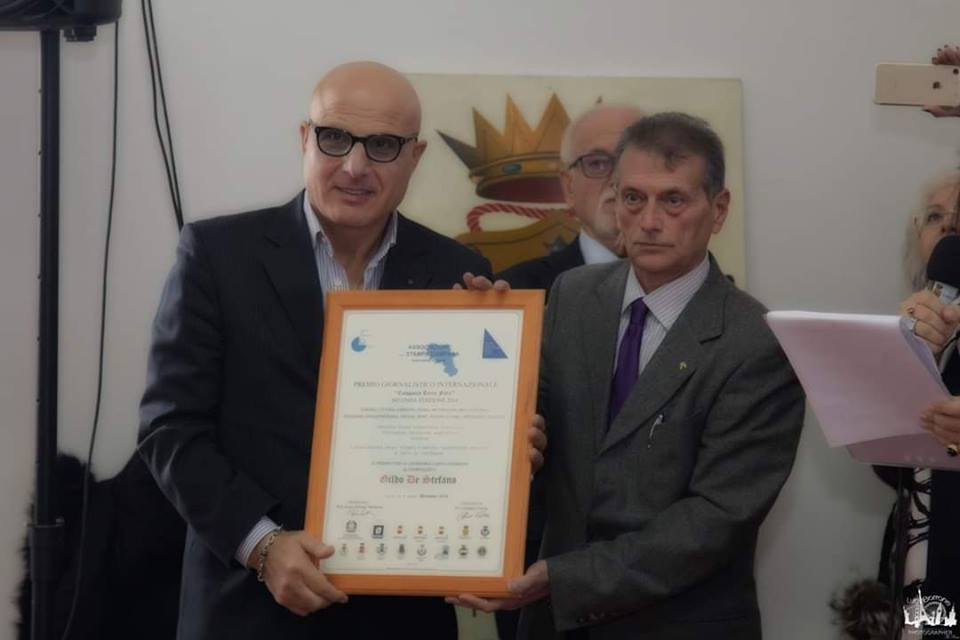
Gildo De Stefano mentre riceve il Premio Giornalistico Internazionale Campania Felix
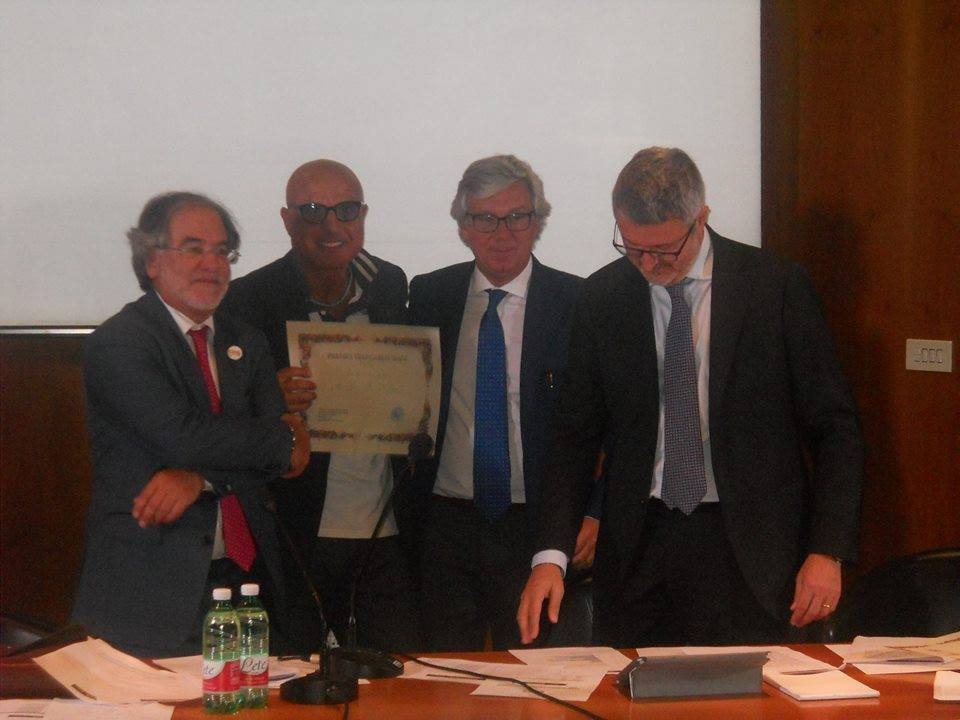
Gildo De Stefano mentre riceve la pergamena del Premio Giancarlo Siani